# HD 213240 b
HD 213240 b (بالإنجليزية: HD 213240 b)‏ الذي يرمز له بالرمز HD 213240b، هو كوكب خارج المجموعة الشمسية، في كوكبة الكركي، يتبع HD 213240 ‏.

## الاكتشاف
اكتشف في 4 أبريل 2001.